# كيخسرو الثاني
كيخسرو الثاني (بالتركية: II. Gıyaseddin Keyhüsrev)‏، هو غياث الدين كيخسرو بن كيقباد وهو سلطان سلاجقة الروم في الفترة ما بين 1237 إلى 1246م. وقد حكم خلال فترة تمرد باباي (بالتركية: Babai Ayaklanması)‏ والغزو المغولي للأناضول. وقاد جيش السلاجقة مع حلفائه من دول مسيحية في معركة جبل كوسي ضد المغول في سنة 1243. يعتبر كيخسرو الثاني آخر سلاطين سلاجقة الروم الأقوياء وتوفي بعد خضوع السلطنة للمغول.
كانت وفاة كيقباد (شوَّال 634هـ المُوافق فيه 30 أيَّار 1237م) بداية انحدار دولة سلاجقة الروم لِضعف خُلفائه، وسيطرة بعض الوُزراء والساسة عليهم، وعملهم على إقصاء بعضهم بعضًا، ممَّا أفسد المُلك والبلاد، وفي ذلك يقول المُؤرِّخ الأمير ناصر الدين الحُسین بن مُحمَّد الجعفري، الشهير بِـ«ابن بيبي»: «...لَقَدْ أَصْبَحَ قَلْبُ البَرْقِ بِسَبَبِ ذَلِكَ مَشْوِيًّا، وَامْتَلَأ عَيْنُ السَّحَابِ بِالدَّمْعِ، وَأُخِذَت أُمُورُ المُلكِ وَالْمِلَّةِ مُنْذُ ذَلِكَ الْيَوْمِ فِي التَّرَاجُعِ، وَأَصَابَهَا الْفَسَاد، وَلَحِق الْوَهْنُ بِمَا يُمْسِك السَّلْطَنَة مِنْ نِظَامٍ». ومن المعروف أيضًا أنَّ كيقُباد كان آخر سلاطين السلاجقة استقلالًا، إذ إنَّ كُل من تلوه كانوا خاضعين لِلمغول يأتمرون بِأمرهم. خَلَف غيَّاث الدين كيخسرو أباه كيقُباد بُعيد وفاته، وكان -إلى جانب ضعفه ولينه- سُلطانًا غاشمًا جبَّارًا عسوقًا لعوبًا، يلعب بِالكِلاب والسِّباع ويُسلِّطُها على الناس، بحسب وصف كُلٍ من أحمد بن يُوسُف القرماني، والإمام سبط ابن الجوزي،  وابن تغري بردي.

## الحكم
كيخسرو كان الابن الأكبر لكيقباد الأول من زوجته الأرمنية، وعلى الرغم من أنه الابن الأكبر إلا أن كيقباد عين ابنه الأصغر عز الدين وهو من زوجة أيوبية. عين كيقباد كيخسرو حاكماً على إرزينجان سنة 1226 وكان قد شارك في فتح أرضروم ولاحقاً أخلاط.
دمر المغول أجزاء جانبية من ريف الأناضول وأحدثوا أضراراً في جدران سيفاس ومالطية بمساعدة الجورجيين في الفترة 1236-1237 فقرر كيقباد معاقبة الجورجيين وسيّر حملة إلى جورجيا. ليحاول الجورجيين عقد صلح مع كيقباد قدموا ابنتهم تمارا للزواج من كيخسرو وتم هذا الزواج سنة 1240م وأصبح اسم تمارا: غورجو هاتون (بالتركية: Gürcü Hatun)‏ أي «المرأة الجورجية».
بعد وفاة كيقباد سنة 1237، استولى كيخسرو على العرش بدعم كبير من أمراء الأناضول. وكان مهندس حكمه في البداية سعد الدين كوبك. وسعى لحماية نفوذه الحديث عبر المحكمة بإصدار سلسلة من عمليات الإعدام. وقيل أنه اعتقل في ديار بكر على يد الأيوبيين في 1241.

## تمرد بابا عشق
فيما كان كيخسرو يستعد لخطر المغول القادم من خارج الحدود، تعرضت سلطته إلى خطر كبير من الداخل عبر ما يعرف بتمرد الباباي. وقاد هذا التمرد رجل دين يدعى بابا عشق وهو ذو شخصية أثرت وسط تركمان الأناضول.بدأ بدو التركمان بالتحرك في الأناضول قبل بضع سنوات من معركة ملاذكرد.و بعد سنة 1071، بدأ التركمان في الهجرة والاستيطان في المنطقة دون رادع إلى حد كبير.كما لعب رجال الدين دور مهم في تحويل قسم كبير من سكان الأناضول إلى الإسلام. وقد حاولت الطبقة السلجوقية العسكرية الحيلولة دون غزو القبائل التركية للمناطق التي يسكنها المزارعين ومضايقة الدول المسيحية المجاورة. مما دفع التركمان إلى الأراضي الهامشية والمناطق الجبلية ومعظمها على الحدود.
وكان بابا عشق واحداً من الزعماء الدينيين. لكن خلافا لأسلافه، لم يكن تأثيره محدوداً على مجموعات صغيرة من القبائل، ووصلت سلطة بابا عشق للأغلبية الساحقة لسكان التركمان في الاناضول. ومن غير المعروف ما الذي كان يدعو إليه.
بدأت الثورة حوالي سنة 1240 في المناطق الحدودية النائية في مناطق شرق جبال طوروس، وسرعان ما انتشرت بسرعة شمالا في منطقة أماسيا. ودمر جيش السلاجقة في مالطية وأماسيا. مالبث أن انتشر التمرد في قلب الأناضول في مدن كايسيري وسبسطية وتوكات والتي أصبحت تحت سيطرة بابا عشق وتدعمه. وعلى الرغم من مقتل بابا عشق نفسه إلى أن التركمان تابعوا تمردهم ضد سلطة السلاجقة. إلا أن حشر المتمردين وهزموا قرب كيرشهر حوالي سنة 1242 أو 1243.

## معركة جبل كوسي
هاجم المغول بقيادة بايجو أرضروم في شتاء سنة 1242 -1243. وقد سقطت المدينة بدون حصار. وخطط المغول لغزو سلاجقة الروم في الربيع. ليبدأ كيخسرو استعداداته للتصدي للمغول بجمع الجنود من حلفائه والخاضعين لسلطانه. وقد سجل مبعوث البابا إنوسنت الرابع إلى جنكيز خان سرداً لتحضيرات السلطات لمواجهة المغول فذكر بأنه كان أ مطلوبا من ملك أرمينيا إنتاج 1400 رمح ومن إمبراطور نيقية تحضير 400 رمح. وقد التقى كل من الحكامين مع السلطان في كايسيري للتفاوض على التفاصيل. وساهم إمبراطور طرابزون بـ 200 رمح، في حين أن الأمير الأيوبي حلب زوده بألف 1000 فارس. بالإضافة إلى الجيش السلوجقي وفرسان التركمان الغير نظاميين على الرغم من الضعف الذي حل بهم بعد تمرد الباباي.
وقد تجمع الحلفاء باستثناء الأرمن الذين خضعوا للمغول في سيفاس ليتجه كيخسرو وحلفائه إلى أرضروم. ليتقابل جيش كيخسرو مع المعول في 26 يونيو سنة 1243 في منطقة جبل كوسي الواقعة بين أرضروم وغوموشانه. ليعمد المغول إلى عملية تشويش السلاجقة باختلاق انسحاب لفرسانهم. ليقع السلاجقة بالفخ ويهزموا في هذه المعركة. جمع السلطان أمواله وحريمه وأتجه إلى توكات وهرب إلى أنقرة. ليستولي المغول بعد ذلك على سيفاس وكايسري. لكنهم فشلوا في إخضاع قونية عاصمة السلاجقة.
وبعد فرار السلطان حاول وزير السلطان بروانه معين الدين سليمان من إجراء اتصالات بالمغول لينجح في الحد منتدمير بقية الأناضول على يد المغول وأنقذ العرش السلجوقي، لكن هذه الاتفاقية كانت وفق شروط خضوع كبيرة ودفع جزية سنوية كبيرة للمغول. وبذلك تقلصت سلطة السلطان عن مناطق الأناضول.

## الإرث
كان لدى كيخسرو الثاني بعد وفاته ثلاث أولاد: الأكبر هو عز الدين كيكاوس الثاني وكان عمره 11 عاماً وأمه ابنة كاهن يوناني، والثاني ركن الدين قلج أرسلان الرابع وعمره 9 سنوات وأمه تركية من قونية، والثالث هو علاء الدين كيقباد الثاني وعمره 7 سنوات وأمه أميرة جورجية.
عين كيخسرو أصغر أبناءه وريثاً له، ولكن لصغر عمره قام وزيره شمس الدين الأصفهاني بوضعه تحت وصاية أخويه ليصبح نوعاً من حكمٍ تعاوني، وكانت محاولة للمحافظة على سيطرة السلاجقة على الأناضول في مواجهة المغول.
وعلى الرغم من ضعف الدولة، إلا أن السلطة السلجوقية ظلت على حالها إلى حد كبير في وقت وفاة كيخسرو سنة 1246، وقد فشل المغول في الحصول على خزينة السلطان أو عاصمته عندما كانت الفرصة سانحة لهم، ونجت أراضي الأناضول من أسوأ أعمال سلب ممكنة لغزاة. لكن المشكلة الحقيقة كانت في تسمية الوريث. فمع اختيار ثلاثة من أبنائه الصغار، انتقلت سلطة السلاجقة من ايدي الأمراء إلى أيدي إداريي المحاكم السلجوقية.

## سك العملة
تم سك درهم فضي في الفترة ما بين 1240 إلى 1243 في قونية وسيفاس تحمل اسم كيخسرو إضافة إلى شعاري أسد وشمس. ولم يكن من المألوف سك عملات تحمل صور كائنات حية، فقد كان تمثيل صور الكائنات الحية أمراً ممنوعاً.
وقد قدمت عدة تفاسير لسك عملة تحوي شعار الأسد والشمس. إحدى هذه التفاسير تفرض أنها تعني كوكبة الأسد وكان هو البرج الفلكي لزوجة السلطان الجورجية المُحببة إليه. وتفسير آخر يفرض أن الأسد يرمز إلى السلطان في حين أن الشمس ترمز إلى زوجته الجورجية.

## الوفاة
تُوفي السُلطان كيخسرو في سنة 644هـ المُوافقة لِسنة 1246م وبُعيد وفاته تشاور الأُمراء والأعيان -ممَّن كانت لهم الكلمة النافذة في البلاد- في اختيار خلفٍ لِسُلطانهم الراحل، وقرَّروا تعيين ابنه الأكبر عزُّ الدين كيكاوس، فنصَّبوه على العرش، وأجلسوا أخويه رُكن الدين قلج أرسلان عن يمينه وعلاء الدين كيقُباد على يساره.